# Frauenrain
Frauenrain ist eine ehemalige Gemeinde in Oberbayern und heute ein Gemeindeteil von Antdorf im Landkreis Weilheim-Schongau.

## Geographie
Der Weiler liegt versteckt in der Mulde eines Moränenrückens, etwa einen Kilometer südlich von Antdorf. Er besteht aus fünf Höfen und der Kirche Mariä Himmelfahrt.

## Geschichte

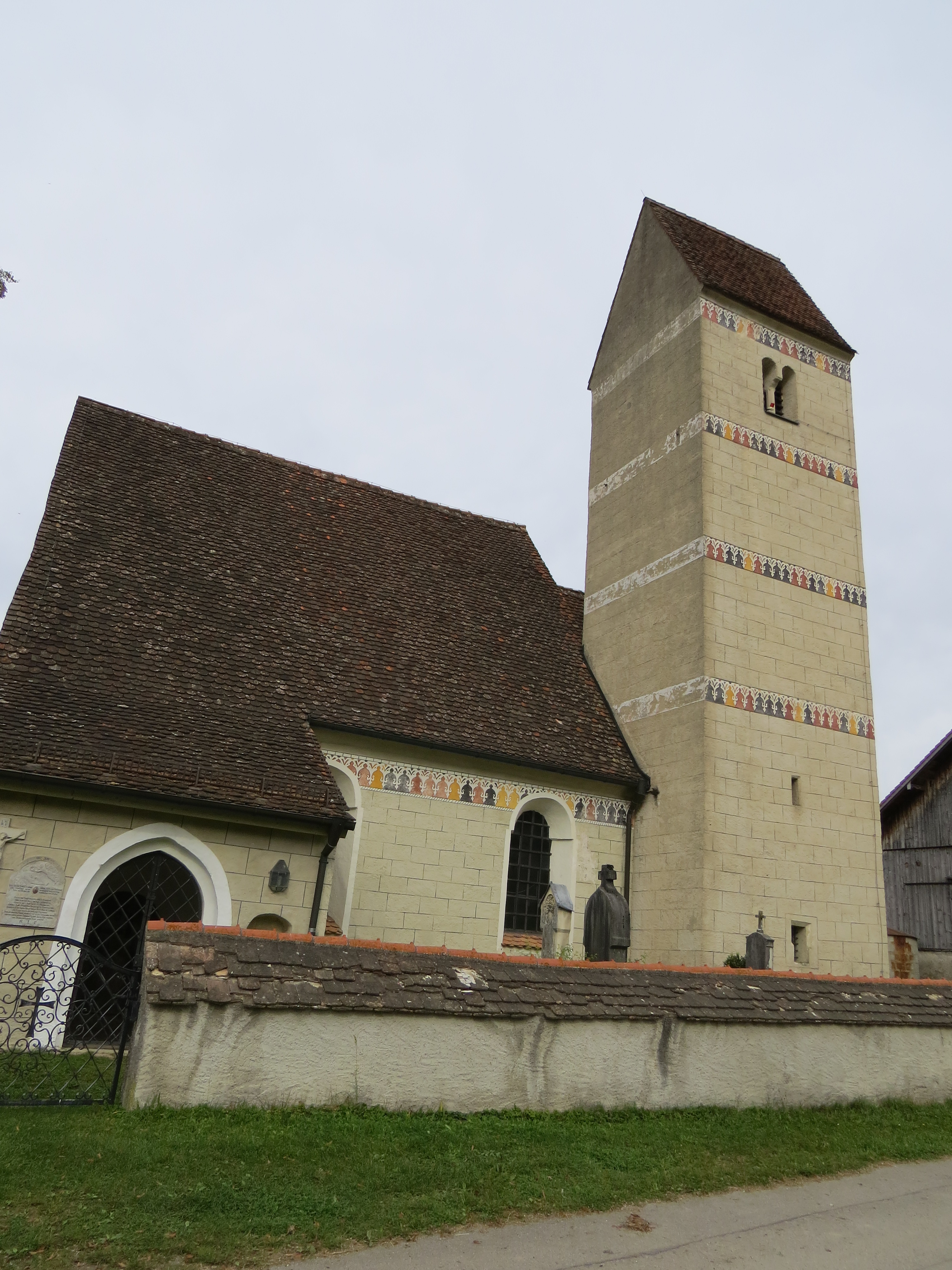
Katholische Filialkirche Mariä Himmelfahrt

Mit dem Gemeindeedikt von 1818 entstand die Gemeinde Frauenrain, die zum Landgericht Weilheim gehörte und ca. 1319 Hektar groß war. Zu dieser gehörten vor der Gebietsreform in Bayern folgende Ortsteile:
| - Bitz (Pitz; Einöde; bis 1904 aufgeführt) - Dürnberg (Einöde) - Frauenrain (Weiler) - Gröben (Einöde) - Grafenried (Einöde; bis 1876 aufgeführt) - Neuried (Weiler) - Obersiffelhofen (Weiler) | - Rieden (Weiler) - Schillersberg (Einöde) - Schwarzenbach (Einöde) - Steinbach (Weiler) - Untersiffelhofen (Weiler) - Wasla (Einöde) - Weidwies (Zugger; Einöde) |

Am 1. Januar 1978 wurde die Gemeinde Frauenrain im Zuge der Gebietsreform aufgelöst. Der Großteil des Gebiets mit 170 Einwohnern wurde Antdorf eingegliedert. Der Gemeindeteil Steinbach mit etwa 15 Einwohnern kam zu Iffeldorf.

## Politik
Folgende Personen waren von 1833 bis zur Gemeindeauflösung 1978 Gemeindevorsteher bzw. Bürgermeister der Gemeinde Frauenrain:
| Zeitraum                                                               | Name                 |
| ---------------------------------------------------------------------- | -------------------- |
| 1833–1835                                                              | Johann Stückl        |
| 1836–1842                                                              | Andreas Weingand     |
| 1843–1944                                                              | Ignaz Walser         |
| 1845–1850                                                              | Leonhard Jochner     |
| 1851–1853                                                              | Anton Daisenberger   |
| 1854–1856                                                              | N. Risslberger       |
| 1857–1860                                                              | Johann Spensberger   |
| 1861–1869                                                              | Johann Finsterwalder |
| 1870–1875                                                              | Ignaz Probst         |
| 1876–1881                                                              | Philipp Adlwart      |
| Januar – Juli 1882                                                     | Andreas Zwerger      |
| Juli 1882–1899                                                         | Ulrich Adlwart       |
| 1900–1905                                                              | Josef Heiss          |
| 1906 – Juni 1945                                                       | Anton Annaberger     |
| Juni – September 1945 kommissarisch                                    | Johann Bach          |
| September 1945 – März 1962 bis Januar 1946 kommissarisch, dann regulär | Josef Bauer          |
| Mai 1962–1978                                                          | Georg Sonner         |

## Sehenswürdigkeiten
- Ehemalige Wallfahrtskirche, jetzt katholische Filialkirche Mariä Himmelfahrt

## Bodendenkmäler
Siehe: Liste der Bodendenkmäler in Antdorf